# The Good Soldier (Homeland)
"The Good Soldier" es el sexto episodio de la primera temporada de la serie de televisión de thriller psicológico Homeland. Se emitió el 6 de noviembre de 2011, en Showtime. El episodio fue escrito por Henry Bromell, y dirigido por Brad Turner.
Carrie viene con una manera de hacer que Brody se someta a una prueba de polígrafo. La tensión entre Brody y Mike finalmente llega a un punto crítico.

## Argumento
Carrie (Claire Danes) llega a Langley, aparentemente rejuvenecida. Todos los presentes no creen que Afsal Hamid haya podido suicidarse. Carrie propone que se administre un prueba del polígrafo a todos los que tuvieron contacto con Hamid. Carrie está emocionada porque Brody (Damian Lewis) estará en la lista; está segura de que no podrá pasar el polígrafo. El proceso de prueba comienza ese día. Carrie es la primera en someterse al polígrafo. Pasa todas las preguntas, excepto cuando se le pregunta si ha tomado drogas ilegales mientras trabajaba para la CIA. Mientras tanto, Saúl (Mandy Patinkin) entrevista a un vecino en la casa abandonada que Raqim Faisel (Omid Abtahi) había comprado, y se entera de que Raqim estaba viviendo con una mujer allí.
Raqim y Aileen (Marin Ireland), ahora en fuga, llegan a una casa segura. Están a punto de entrar, pero Aileen ve una trampa en la puerta. Ahora bajo la amenaza de al-Qaeda y de las autoridades, Raqim cree que deberían entregarse, pero Aileen se niega. En Langley, han logrado identificar a Aileen Morgan como la novia de Raqim. Ellos investigan los antecedentes de Aileen, y se ha descubierto que vivió en Arabia Saudita durante cinco años cuando era niña.  Saul es llamado para tomar el polígrafo. Está agitado desde el principio, y el polígrafo indica que miente cuando niega haberle dado la cuchilla de afeitar a Hamid. Se pone de pie y aborta la prueba, diciendo que está demasiado ocupado y que la terminará mañana.
Se celebra una misa en memoria de Tom Walker. Brody hace el elogio mientras lucha contra los recuerdos de haber golpeado a Walker hasta la muerte. Después, Carrie encuentra a Brody y le cuenta sobre la prueba del polígrafo que tiene que hacer; la programan para el día siguiente. En la recepción, Brody y Mike (Diego Klattenhoff) están conversando con otros marines que asistieron al servicio. Uno de los marines, Wakefield (Marc Menchaca), está borracho y se vuelve beligerante. Le pregunta con enojo a Brody por qué regresó a casa con vida, mientras Walker fue asesinado. Brody dice que tuvo suerte. Wakefield luego dice que todos los hombres allí querían tener sexo con Jessica mientras Brody no estaba, pero solo uno de ellos lo hizo. En ese momento, Mike ataca Wakefield. Brody entonces saca a Mike de Wakefield y, inmediatamente sintiendo que Mike está a la defensiva sobre su romance con la esposa de Brody, empieza a pegarle sin dudarlo, diciendo, "¡fuiste mi amigo!". Después de ensangrentar a Mike, Brody se sube a su auto y se va.
Esa noche, Carrie recibe una llamada de Brody, que está en un bar y quiere hablar con alguien después de su tumultuoso día. Carrie llega y una vez más se llevan bien, tomando varias rondas de bebidas y disfrutando de conocerse. Ambos borrachos, salen al estacionamiento. Carrie admite a Brody que Hamid se suicidó, y que el propósito de la prueba del polígrafo de Brody será determinar si le dio a Hamid la hoja de afeitar. Comienzan a besarse y terminan teniendo sexo en el auto de Carrie.
Raqim y Aileen se alojan en un motel. Su habitación fue rociada con fuego de ametralladora. Raqim es asesinado, mientras Aileen escapa.
Saul toma el polígrafo de nuevo y pasa esta vez. Entra en la sala de observación con Carrie, ya que el examen de Brody es el siguiente. Brody toma la prueba y fácilmente pasa cada pregunta, incluyendo la de si le dio a Afsal Hamid la cuchilla de afeitar. Carrie está nerviosa, pero tiene una táctica más: le dice al entrevistador Larry (James Urbaniak) que le pregunte a Brody si alguna vez le ha sido infiel a su esposa. Brody mira directamente a la cámara que Carrie está observando y dice "no". La lectura del polígrafo no se mueve. Saul termina la prueba, y Brody puede retirarse. Carrie está ahora en la difícil posición de saber que Brody es capaz de vencer al polígrafo, pero no puede revelar a Saul cómo lo sabe. Saul le dice que acepte que Brody pasó el polígrafo y que es hora de olvidarse de él como sospechoso.
Carrie sale fuera. Brody se acercó a ella y le dijo que se subiera a su auto. Ella lo hace, y ellos se van.

## Producción
El episodio fue escrito por el productor consultor Henry Bromell, el primero de dos créditos de escritura para la primera temporada. Fue dirigida por Brad Turner, que fue uno de los principales directores de 24, en la que trabajaron los desarrolladores de Homeland Howard Gordon y Alex Gansa.
La canción que los marines están rapeando en la recepción de Brody's House es "Rabbit Run" de Eminem.

## Recepción

### Audiencia
La emisión original tuvo 1.33 millones de espectadores, lo que marcó una cuarta semana consecutiva de crecimiento de la audiencia.

### Críticas
"The Good Soldier" recibió críticas positivas de los críticos, quienes elogiaron el desarrollo de la relación entre Carrie y Brody. Dan Forcella de TV Fanatic calificó a "The Good Soldier" con un 4.5/5, citando a Homeland como uno de sus puntos fuertes. Alan Sepinwall de HitFix elogió la química entre Danes y Lewis, diciendo "sus escenas juntas las últimas semanas han sido tremendas".